# ماريان ستون
ماريان ستون (بالإنجليزية: Marianne Stone)‏ هي ممثلة بريطانية (وحملت سابقاً جنسية المملكة المتحدة لبريطانيا العظمى وأيرلندا)، ولدت في 23 أغسطس 1922 بلندن في المملكة المتحدة، وتوفيت بنفس المكان في 21 ديسمبر 2009.

## أعمال

### أفلام
- (1962) لوليتا

## وصلات خارجية
- ماريان ستون على موقع IMDb (الإنجليزية)
- ماريان ستون على موقع روتن توميتوز (الإنجليزية)
- ماريان ستون على موقع ألو سيني (الفرنسية)
- ماريان ستون على موقع أول موفي (الإنجليزية)
- ماريان ستون على موقع قاعدة بيانات الأفلام السويدية (السويدية)
- ماريان ستون على موقع قاعدة بيانات الفيلم (الإنجليزية)
- ماريان ستون على موقع كينوبويسك (الروسية)